# 秋月正夫
秋月 正夫（あきづき まさお、1896年3月3日 - 1968年3月20日）は、日本の俳優である。堀田 金星（ほった きんぼし）の名でデビュー、浅草オペラの歌手として人気を博し、松竹蒲田撮影所でのサイレント映画に出演した。本名は堀田 金蔵（-きんぞう）、秋月は戦後の芸名である。

## 人物・来歴
1896年（明治29年）3月3日、東京府（現在の東京都）に堀田金蔵として生まれる。
1916年（大正5年）、20歳のころにジョヴァンニ・ヴィットーリオ・ローシー率いる赤坂・ローヤル館の『オペラ・クリスピー』で初舞台を踏み、「堀田金星」を名乗る。
1918年（大正7年）3月には、原信子歌劇団の結成にも参画した。
ローヤル館は、1919年（大正8年）2月に解散。同年5月、松竹が浅草公園六区の浅草オペラに乗り出し、「新星歌舞劇団」を結成、堀田はこれに参加した。1920年（大正9年）8月、根岸興行部に引き抜かれ、「根岸大歌劇団」の結成に参加した。1923年（大正12年）9月1日の関東大震災で浅草一帯は壊滅し、同歌劇団の依拠した金龍館も被災した。1924年（大正13年）3月、同劇団は解散した。
松竹蒲田撮影所に入社し、1926年（大正15年）4月30日公開の映画『孔雀の光』の「藤原家堺町中納言」役でスクリーンデビューした。翌年1927年（昭和2年）8月26日公開の『木曾心中』まで14本に出演した。
1929年（昭和4年）、沢田正二郎没後の新国劇に入団、「秋月正夫」と名を変え、辰巳柳太郎、島田正吾とともに、長老格となった。『荒神山』の「安濃徳」役、『国定忠治』の「川田屋惣次」役、『王将』の「金杉子爵」役を得意とした。戦後は秋月の名で映画やテレビ映画に出演した。
1968年（昭和43年）3月20日、死去した。満72歳没。

## フィルモグラフィ

### 堀田金星
- 『孔雀の光 第三、四、五篇』、松竹蒲田撮影所、1926年4月30日 - 「藤原家堺町中納言」役
- 『孔雀の光 第六篇』、松竹蒲田撮影所、1926年5月14日 - 「藤原家堺町中納言」役
- 『唐人殺し』、松竹蒲田撮影所、1926年7月24日
- 『怒りの刃』、松竹蒲田撮影所、1926年9月1日
- 『清水次郎長全伝 安政殺人剣の巻』、松竹蒲田撮影所、1926年10月15日
- 『清水次郎長全伝 後篇 阿修羅復讐の巻』、松竹蒲田撮影所、1926年11月20日
- 『幻の義賊』、松竹蒲田撮影所、1926年12月1日 - 「与力岡倉浪之助」役
- 『幡随院長兵衛』、松竹蒲田撮影所、1927年1月5日
- 『赤尾林蔵』、松竹蒲田撮影所、1927年1月29日
- 『馬子のお時』、松竹蒲田撮影所、1927年3月4日
- 『幕末三浪人』、松竹蒲田撮影所、1927年4月
- 『白虎隊』、松竹蒲田撮影所、1927年6月26日 - 「松平容保」役
- 『悲願千人斬』、松竹蒲田撮影所、1927年7月8日 - 「弟 土岐青九郎」役
- 『木曾心中』、松竹蒲田撮影所、1927年8月26日

### 秋月正夫
- 『武蔵と小次郎』、松竹京都撮影所、1952年10月15日 - 「岩間角兵衛」役
- 『国定忠治』、日活、1954年6月27日 - 「代官 武部源藩」役
- 『沓掛時次郎』、日活、1954年7月27日 - 「亭主安兵衛」役
- 『地獄の剣豪 平手造酒』、日活、1954年10月19日 - 「笹川繁蔵」役
- 『初姿丑松格子』、日活、1954年11月30日 - 「妓夫」役
- 『六人の暗殺者』、日活、1955年6月5日 - 「万屋佐吉」役
- 『王将一代』、新東宝、1955年10月2日
- 『関の弥太ッぺ』、新東宝、1955年11月22日 - 「沢井屋金兵衛」役
- 『白野弁十郎』、KRT、1957年1月14日
- 『日本のいちばん長い日』、東宝、1967年8月3日

## ビブリオグラフィ
国立国会図書館所蔵作品リスト。
- 『蛙の寝言』、山ノ手書房、1956年

## 関連事項
- 浅草オペラ
- 根岸大歌劇団
- 金龍館

## 註
1. 1 2 3 4 5 6 7 8  コトバンクサイト内の記事「秋月正夫」の記述を参照。
2. ↑  下川耿史 家庭総合研究会 編『明治・大正家庭史年表:1868-1925』河出書房新社、2000年、425頁。ISBN 4-309-22361-3。
3. ↑  国立国会図書館蔵書検索・申込システム「NDL-OPAC」での「秋月正夫」の検索結果を参照。